# Rue d'Aboukir (Toulouse)
Pour les articles homonymes, voir Rue d'Aboukir.
La rue d'Aboukir (en occitan : carrièra d'Abokir) est une voie de Toulouse, chef-lieu de la région Occitanie, dans le Midi de la France.

## Situation et accès

### Description
La rue d'Aboukir est une voie publique. Elle se trouve dans le quartier de Bonhoure. Elle est longue de 147 mètres.
La chaussée compte une seule voie de circulation à double-sens. Elle est définie comme une zone 30 et la vitesse y est limitée à 30 km/h. Il n'existe ni bande, ni piste cyclable.

### Voies rencontrées
Le rue d'Aboukir rencontre les voies suivantes, du sud au nord (« g » indique que la rue se situe à gauche, « d » à droite) :
1. Rue Sainte-Geneviève (g)
2. Rue Henri-Regnault (d)
3. Rue Jean-Bouyssou (g)
4. Rue Labat-de-Savignac

### Transports
La rue d'Aboukir n'est pas directement desservie par les transports en commun Tisséo. Elle est cependant proche de l'avenue de la Gloire, parcourue par la ligne de bus 1936, et de l'avenue Jean-Rieux, où se trouvent les arrêts de la ligne du Linéo L1.

## Odonymie
La rue est nommée en commémoration des deux batailles d'Aboukir (août 1798 et mai 1799) à l'occasion de leur centenaire.

## Histoire
Tracée et aménagée vers 1870, la rue d'Aboukir fut tout d'abord une impasse partant de la rue de Labat de Savignac. Un simple chemin de terre passant à travers champs la reliait alors à la rue de la Providence située en contre-bas. Ce chemin fut plus tard intégré à l'actuelle rue Sainte-Geneviève.

## Patrimoine et lieux d'intérêt
- no 6 : maison toulousaine avec sa chartreuse en fond de jardin (deuxième moitié du XIXe siècle)[2]. Jardin classé à la Ligue pour la protection des oiseaux (LPO).
- no 15 : maison toulousaine (premier quart du XXe siècle)[3].